# Daniel Dobrew
Daniel Dobrew (bulgarisch Даниел Добрев, engl. Transkription Daniel Dobrev; * 7. April 1992) ist ein bulgarischer Leichtathlet, der sich auf den Weitsprung spezialisiert hat.

## Sportliche Laufbahn
Erste internationale Erfahrungen sammelte Daniel Dobrew im Jahr 2009, als er bei den Jugendweltmeisterschaften in Brixen mit einer Weite von 7,21 m den zehnten Platz belegte und anschließend beim Europäischen Olympischen Jugendfestival (EYOF) in Tampere mit 7,30 m die Bronzemedaille gewann. 2011 belegte er bei den Junioreneuropameisterschaften in Tallinn mit 7,56 m den sechsten Platz und 2012 gewann er bei den Balkan-Meisterschaften in Eskişehir mit einem Sprung auf 7,56 m die Silbermedaille und belegte mit der bulgarischen 4-mal-100-Meter-Staffel in 41,11 s den vierten Platz. 2013 schied er bei den Halleneuropameisterschaften in Göteborg mit 7,70 m in der Qualifikation aus und auch bei den U23-Europameisterschaften in Tampere schied er ohne einen gültigen Versuch in der Vorrunde aus. 2017 belegte er bei den Balkan-Hallenmeisterschaften in Belgrad mit 7,42 m den siebten Platz und bei den Freiluftmeisterschaften in Novi Pazar wurde er mit einem Sprung auf 7,49 m Vierter. 2021 klassierte er sich bei den Balkan-Hallenmeisterschaften in Istanbul mit 7,29 m auf dem siebten Platz und bei den Freiluftmeisterschaften in Smederevo wurde er mit 7,37 m Achter.
2019 wurde Dobrew bulgarischer Meister im Weitsprung im Freien sowie 2013 und 2014, 2016 und 2017 sowie 2019 und 2021 in der Halle.

## Persönliche Bestleistungen
- Weitsprung: 7,86 m (−0,5 m/s), 3. Juni 2012 in Sofia
  - Weitsprung (Halle): 8,04 m, 16. Februar 2013 in Dobritsch